# ベオシスチン
ベオシスチン(Baeocystin)は、マジックマッシュルームに含まれるアルカロイドであり、シロシビンの類縁体。シロシビン、シロシン、ノルベオシスチンと共にほとんどのマジックマッシュルームに含まれる。またシロシビンを、N-ジメチル化した誘導体であり、また、4-HO-NMT (4-ヒドロキシ-N-メチルトリプタミン)のリン酸化誘導体。図の構造は、双性イオンとしてのべオシスチンである。
初の単離は、キノコの種であるPsilocybe baeocystisからであり、その後、P. semilanceata、センボンサイギョウガサ、Panaeolus renenosus、Copelandia chlorocystisからも単離された。トロクスラーらが1959年に初めて合成した。
ヒトでの薬理学について情報は少ないが、Jochen Gartz の著書 Magic Mushrooms Around the World（世界のマジックマッシュルーム）にて、ある研究にて、ベオシスチン10ミリグラムが、同量のシロシビンと同程度の精神活性があることが判明したと報告している。またGartzは、4ミリグラムの自己投与試験にて、穏やかな幻覚体験が生じたことを論文で報告した。
マウスを使った2019年の実験では、ベオシスチンではシロシビンのようなマウスの頭のけいれんは見られなかった。